# Décembre 1921

## Événements
- Le prix Nobel de la paix est attribué au suédois Hjalmar Branting et au Norvégien Christian Lous Lange.
- Le prix Nobel de physique est attribué à Albert Einstein pour son apport à la physique théorique et particulièrement pour son explication de l'effet photoélectrique.
- Hongrie : István Bethlen forme son second cabinet et met en œuvre une politique de consolidation à l’intérieur du pays et dans ses relations internationales. Révisionniste, il est partisan de la rectification des frontières. Sa politique est un mélange d’ultra-conservatisme et de libéralisme : interdiction du communisme et de la franc-maçonnerie, mais signature du pacte Bethlen-Peyer permettant la poursuite de l’action du parti social-démocrate. Il atténue le numerus clausus dans les universités, qui perdent leur caractère antisémite, instaure un « délit de presse », mais supprime la censure.

- 1er décembre, France : Henri Désiré Landru, accusé du meurtre de huit femmes, est condamné à mort.

- 6 décembre : 
  - élection fédérale. William Lyon Mackenzie King (libéral) est élu premier ministre du Canada.
    - Agnes MacPhail est la première femme dans l'histoire du Canada à être élue membre de la Chambre des Communes.

  - Signature du traité de Londres par le chef de la délégation irlandaise Arthur Griffith et par les Britanniques : l’Irlande du Sud devient l’État libre d'Irlande (Irish Free State), doté d’un statut de dominion auto-gouverné, l’Irlande du Nord restant attachée à la Grande-Bretagne.

- 11 décembre, (Brésil) : première grande usine sidérurgique autonome installée à Sabará, dans le Minas Gerais, la belgo-Mineira, formée de capitaux français, belges et luxembourgeois.

- 13 décembre (conférence de Washington) : le secrétaire d'État américain Charles E. Hughes obtient l’adhésion des grandes puissances à la politique de Porte Ouverte en République de Chine, un traité de garantie mutuelle des possessions insulaires dans le Pacifique et une limitation sur les flottes de guerre (les États-Unis obtiennent la parité avec le Royaume-Uni et une supériorité sur l'empire du Japon).

- 21 décembre : inauguration à Calcutta (Inde) du Victoria Memorial, grand bâtiment de marbre, combinant architecture britannique et architecture moghole, construit à l'instigation du vice-roi, Lord Curzon, en mémoire de la reine Victoria, qui est aujourd'hui l'un des plus impressionnants vestiges de la présence britannique à Calcutta.

- 22 décembre (Égypte)[1] : Saad Zaghlul est à nouveau exilé en raison de son opposition à la politique britannique.

- 27 décembre, France : scission de la CGT. Création de la CGTU par les partisans de l’Internationale communiste, minoritaires.

- 28 décembre : grève des mineurs blanc du Witwatersrand (mines d'or).

## Naissances
- 2 décembre : Carlo Furno, cardinal italien, archiprêtre émérite de Sainte-Marie Majeure († 9 décembre 2015).
- 4 décembre : Deanna Durbin, actrice et chanteuse († 17 avril 2013).
- 11 décembre : Madeleine Attal, comédienne de théâtre française († 13 janvier 2023).
- 12 décembre : Maritie Carpentier, productrice d'émissions de variétés, française († 23 novembre 2002).
- 14 décembre : Maurice Mességué, herboriste et écrivain français.
- 20 décembre : George Roy Hill, réalisateur américain († 27 décembre 2002).
- 21 décembre : 
  - Pepe Luis Vázquez, matador espagnol († 19 mai 2013).
  - Günther Bechem, pilote automobile allemand († 3 mai 2011).
- 24 décembre : Remi Schrijnen, homme politique, ancien volontaire belge de la Légion flamande († 27 juillet 2006).
- 28 décembre : Philippe de Gaulle, amiral, fils du général de Gaulle († 13 mars 2024).
- 29 décembre : Marcel Bitsch, compositeur français († 21 septembre 2011).
- 31 décembre : Gilbert Stork, chimiste belge naturalisé américain († 21 octobre 2017).

## Décès
- 6 décembre :
  - Félix Arnaudin, poète et photographe français (° 30 mai 1844).
  - Flores (Isidoro Martí Fernando), matador espagnol (° 12 mai 1884).
- 12 décembre : Henrietta Swan Leavitt, astronome américaine.
- 16 décembre : Camille Saint-Saëns, compositeur français (° 9 octobre 1835).
- 19 décembre, Auguste Delbeke, littérateur et homme politique belge (° 12 août 1853).
- 21 décembre :
  - Anatole de Cabrières, cardinal français, évêque de Montpellier (° 30 août 1830).
  - Ella Harper, artiste de cirque américaine (° 5 janvier 1870).
- 24 décembre : Teresa Wilms Montt, écrivaine et poétesse chilienne (° 8 septembre 1893).
- 26 décembre : Miguel Faílde, compositeur et musicien cubain (° 23 décembre 1852).